# چومسونگدا
چوم سونگدا یا چوم سونگته رصدخانه ای سنگی که در دوره حکمرانی ملکه سئون دئوک تأسیس شد، قدیمی ترین و به جامانده ترین رصدخانه نجومی موجود در آسیا و جهان محسوب می شود. این بنا در ۲۰ دسامبر ۱۹۶۲ به عنوان گنجینه ملی کره تعیین و جزو میراث جهانی یونسکو شد. ملکه سئوندوک با تاسیس این بنا باعث به اوج رسیدن علم و تکنولوژی در شیلا شد.

## ساختار و موقعیت مکانی
چوم سونگ ته در شمال وول سونگ واقع شده است، جایی که کاخ سلطنتی شیلا قرار داشت. این بنا به شکل استوانه‌ای و با استفاده از ۳۶۲ آجر گرانیتی ساخته شده است. ارتفاع ۹.۴ متر، قطر پایه ۶.۰۹ متر و طول یک ضلع سنگ پایه ۵.۳۵ متر است. این بنا با ۲۷ لایه سنگ ساخته شده است و در بالا یک لایه دوم از سقف سنگی خوش‌فرم وجود دارد. یک درب مربع شکل رو به جنوب از طبقه سیزدهم تا پانزدهم وجود دارد و ۱۲ طبقه زیر این درب و ۱۳ طبقه بالای آن وجود دارد، بنابراین درب در میانه راه بین بالا و پایین چوم سئونگ ته قرار دارد. مردم از نردبانی که روی این در گذاشته شده بود بالا و پایین می رفتند. فضای داخلی تا 12 طبقه با خاک پر شده است و طبقات 19، 20، 25 و 26 یک دیوار سنگی بلند را تشکیل می‌دهند.

## نگهداری
ظاهر و شکل اولیه‌ی چوم‌سونگ‌دا بیش از ۱۳۰۰ سال بدون تغییر باقی مانده است؛ با این حال، این سازه اکنون کمی به سمت شمال شرقی کج شده است. در سال ۲۰۰۷، سیستمی برای اندازه‌گیری وضعیت چوم‌سونگ‌ده در هر ساعت نصب شد. ترک‌ها و جابجایی‌های ساختاری و حرکات سنگ‌های پی از نگرانی‌های ویژه هستند. چوم‌سونگ‌ده علاوه بر این، به دلیل پیری و هوازدگی، به ویژه آلودگی هوا و عدم تعادل ساختاری ناشی از فرونشست زمین ، مستعد فرسودگی است . نمای بیرونی سازه به طور منظم شسته می‌شود تا خزه‌ها از بین بروند.
مؤسسه ملی تحقیقات میراث فرهنگی کره از سال ۱۹۸۱ به طور منظم بازرسی‌هایی از این سازه انجام داده است. شهرداری گیونگجو بر مدیریت و حفاظت از این مکان نظارت دارد.
نجوم و طالع بینی بخش مهمی از زندگی روزانه در کره باستان بوده است و فعالیت هایی به مانند کشاورزی و دادن اختیارات الهی به کردار پادشاهان را در حیطه وظایف خود داشت. همچنین علم رصد به حد اعلای توسعه خود رسید و دانشمندان شیلا نمودار با جزئیات ستارگان را ایجاد کردند.

## منبع
- ویکی‌پدیای کره ای
- ویکی‌پدیای انگلیسی

1. 1 2  현지 안내문
2. ↑  Storey, Glenn (2006-04-30). Urbanism in the Preindustrial World: Cross-Cultural Approaches (به انگلیسی). University of Alabama Press. p. 201. ISBN 9780817352462. Retrieved 16 November 2016.
3. ↑  Dicati, Renato (2013-06-18). Stamping Through Astronomy (به انگلیسی). Springer Science & Business Media. p. 30. ISBN 9788847028296. Retrieved 16 November 2016.
4. 1 2  "UNESCO Astronomy and World Heritage Webportal - Show entity". www3.astronomicalheritage.net (به انگلیسی). Retrieved 2018-05-01.